# 741
741 је била проста година.

## Догађаји
- 18. јун – Цар Лав III Исавријанац умире од водене болести у Цариграду, након 24-годишње владавине која је спасила Византијско царство и избавила источну Европу од претње арапског освајања. Наследио га је син Константин V.
- Артавазд, византијски генерал (стратег) јерменске теме, побеђује Константина V и напредује ка Цариграду, где је крунисан за цара. Он обезбеђује подршку темама Тракије и Опсикиона и напушта Лавову верску политику иконоборства. Константин тражи подршку анадолске теме.
- 11. фебруар – Вак Чанил Аџау (Лади Сик Ски), краљица града Маја, државе Наранхо у Гватемали, умире после више од 47 година владавине, а наследио ју је њен син, Иак Маиуи Чан Чак, који је владао до своје смрти 744. године.
- 22. октобар – Карло Мартел, градоначелник Меровинга, умире у својој палати у Кирзи-сур-Оазу (данашња Пикардија). Његове територије су подељене између његових одраслих синова Карломана и Пипина Малиг, иако Франачко краљевство није имало правог краља од смрти Теудерика. Земље на истоку, укључујући Аустразију и Алеманију (са Баварском као вазалом) иду у руке Карломана, док Пипин прима Неустрију и Бургундију (са Аквитанијом као вазалом). Грифо, најмлађи Карлосов син, наслеђује га на месту градоначелника палате и вероватно добија део земље између Неустрије и Аустразије.
- Пипин Мали се жени Бертрадом од Лаона, ћерком грофа Чариберта од Лаона.
- Велика берберска побуна: калиф Хишам ибн Абд ал-Малик поставља Култхума ибн Ијада ал-Касија за гувернера (валија) Ифрикије (Северна Африка). Омајадски калифат шаље четврту експедицију из Сирије да сломи побуну у региону Атлас, али је поражена у бици код Багдоуре, у равници Граба (савремени Мароко). Контранапад хариџитских побуњеника на исток је успешан, али не успева да освоји Каируан од лојалиста. Радикалнији огранак туниских хариџита, (суфристи), међутим, успева да заузме град убрзо након тога.
- 28. новембар – Папа Гргур III умире у Риму, после десетогодишњег епископства. Наслеђује га папа Захарија, као 91. римски епископ.
- 23. април – Пожар уништио енглески град Јорк Минстер, укључујући његову цркву. Црква је касније обновљена као импресивнија структура, која садржи тридесет олтара.
- Јапанске власти одређују да се будистички храмови могу оснивати широм земље.

## Смрти
- Папа Гргур III (папа Римски).
- Лав III Исавријанац — византијски император.
- Карл Мартел — владар Франачког царства